# Dopatrium senegalense
Dopatrium senegalense är en grobladsväxtart som beskrevs av George Bentham. Dopatrium senegalense ingår i släktet Dopatrium och familjen grobladsväxter. Inga underarter finns listade i Catalogue of Life.